# Офф-лейбл
Офф-лейбл (англ. off-label, от off — за пределами, label — этикетка, инструкция) — использование лекарственных средств по показаниям, не утверждённым государственными регулирующими органами, не упомянутым в инструкции по применению, т. е. вне клинического протокола.
Определение, данное американским Управлением по контролю качества продуктов и лекарств (FDA) в 1997 году более широкое и включает «применение по показанию, в лекарственной форме, режиме дозирования, для популяции (например, возрастной группы) или по иным параметрам применения, не упомянутым в утверждённой инструкции».
Практика одобрена ВОЗ для лечения некоторых заболеваний, например, COVID-19.

## Критерии допустимости использования препаратов «офф-лейбл» в мировой практике
Проблема off-label-use продолжает оставаться актуальной для многих нозологических групп. Поэтому в 2007 году врачебное сообщество совместно с представителями производителей лекарственных средств выработали критерии, в соответствии с которыми могут применяться препараты вне инструкции. Эти критерии должны применяться, как сказано в преамбуле к публикации, чрезвычайно ответственно и непременно кумулятивно, то есть в комплексе.
- Критерий 1: «Наличие у пациента тяжелого (угрожающего жизни или серьёзно на длительное время нарушающего качество жизни) заболевания».
- Критерий 2: «Отсутствие специфических средств лечения».
- Критерий 3: «Анализ научных данных дает основание предположить, что данным препаратом может быть достигнут эффект (куративный или паллиативный) у данного пациента».

В России опубликован ряд постановлений, регулирующих применение препарата вне инструкции.

## Примеры применения препаратов офф-лейбл
- Бевацизумаб (Авастин) показан для лечения рака толстого кишечника и прямой кишки. Применение офф-лейбл: бевацизумаб в лечении распространенного заболевания сетчатой оболочки глаз у лиц старше 40 — 50 лет — возрастной макулярной дегенерации. Инъекция бевацизумаба проводится в полость стекловидного тела (интравитреальный путь введения). По инструкции — внутривенно. Побочные явления: Согласно данным Росздравнадзора, компания Ф. Хоффман — Ля Рош, производитель Авастина, располагает информацией о нежелательных явлениях (воспалительных заболеваниях, эндофтальмитах, симптомах затуманнености зрения, образования хлопьевидных помутнений в стекловидном теле), отмеченных в Канаде после инъекций Авастина в стекловидное тело в целях лечения глазных болезней у пациентов[5]. Компания-производитель, не занимаясь продвижением препарата в офтальмологии, тем не менее не принимает активных попыток остановить его использование. Хотя препарат и останавливает рост сосудов сетчатки, среди побочных эффектов отмечались увеличение риска целого ряда заболеваний[6].
- Метформин. Показания: Сахарный диабет типа 1 (инсулинзависимый) — c целью снижения потребности в инсулине и предотвращения увеличения массы тела (в качестве дополнения к инсулинотерапии). Сахарный диабет типа 2 (инсулиннезависимый) в случае неэффективности диетотерапии (особенно при ожирении). Применение офф-лейбл: Снижение веса.
- Мизопростол показан при эрозии ЖКТ, язвенной болезни желудка и двенадцатиперстной кишки, эрозивно-язвенных поражених ЖКТ на фоне терапии лекарственными средствами, в том числе НПВС-гастропатии (профилактика и лечение). С начала 1990-х годов применяется для самостоятельного прерывания беременности. С 2010 года применяется[уточнить] также для прерывания беременности ранних сроков (до 42 дней аменореи) и только в сочетании с мифепристоном. Применение офф-лейбл: Проведение прерывания беременности на любых стадиях, в частности, для родовозбуждения и стимуляции родов путём введения интравагинально. Побочные явления: многократные сообщения о возросшем числе кровотечений, разрывах матки, эмболии околоплодными водами; имеются летальные исходы.